# John Finan Barry
John Finan Barry (ur. 12 grudnia 1873 w Bostonie, zm. 9 kwietnia 1940 w West Roxbury) – amerykański szachista, prezydent Boston Chess Club, edytor kolumny szachowej w Boston Transcript przez 25 lat. Z zawodu był adwokatem.

## Osiągnięcia szachowe
- 1893 zwycięstwo w partii turniejowej z Emanuelem Laskerem
- 1896 US Championship Match z Jacksonem Showalterem (porażka +2-7=4)
- 1896–1901 udział w meczach Wielka Brytania – Stany Zjednoczone z ogólnym wynikiem +5-0=1
- 1899 zwycięstwo w partii turniejowej z Harrym Pillsbury
- 1903 zwycięstwo w partii turniejowej z Josephem Blackburnem
- 1904 XIV miejsce w słynnym turnieju Cambridge Springs 1904 z wynikiem 5/15 pkt (remisy w partiach z Emanuelem Laskerem oraz Carlem Schlechterem, zwycięstwo nad Richardem Teichmannem).